# Jacqueline Genton
Pour les articles homonymes, voir Genton.
Jacqueline Genton, née le 14 novembre 1931 à Lausanne et morte le 9 janvier 2015  à Genève, est un mannequin suisse. Elle remporte, en 1951, le concours Miss Europe à Palerme, en Sicile. Elle fut la première Miss Suisse de l'histoire du pays. Longtemps, elle est le seul mannequin suisse à percer, hors de la Suisse, dans le monde de la mode et la haute couture.

## Biographie

### Jeunesse et famille
Jacqueline Genton naît et grandit dans la ville de Lausanne, dans un milieu modeste. Sa mère est femme au foyer et son père employé de commerce. Elle a également un frère, qui meurt jeune.
Elle commence sa carrière professionnelle comme apprentie modiste dans une maison de haute couture.
Jacqueline Genton a son premier enfant à l'âge de 23 ans. Elle se marie par la suite avec un autre homme, avec qui elle aura une fille à l'âge de 33 ans.

### Mannequinat
Jacqueline Genton commence sa carrière de mannequin entre Genève et Lausanne, au début des années 1950. Elle est vite repérée dans une maison de haute couture où elle travaille comme modiste. En 1951, elle participe et remporte le concours de Miss Suisse et de Miss Europe. Voulant se lancer dans le cinéma, elle part à Paris et défile alors pour les plus grands noms de la haute couture ; c'est alors qu'elle fait alors son entrée dans les milieux mondains.

### Mort et postérité
Jacqueline Genton meurt le 9 janvier 2015, à l'âge de 83 ans, des suites de la maladie d'Alzheimer,.
Aujourd'hui encore, Jacqueline Genton reste une référence quant à la mode des années 1950 et 1960[réf. souhaitée], ainsi qu'une icône de la mode suisse.